# Mānana
Mānana je nenastanjeni otočić u havajskom arhipelagu. Ime otočića znači "potisnik".
Otok je znan i kao "otok zec" zbog oblika. Također, na otoku je bila kolonija zečeva.
Najviša točka otoka je na 110 m. Otok je dug 707 m i širok 654 m. Postoji jedna malena pješčana plaža.
Ilegalno je iskrcati se na otok bez dopuštenja vlade.